# 軽蔑 (中上健次)
『軽蔑』（けいべつ）は、中上健次による日本の小説、またそれを原作とする2011年公開の日本映画である。
1991年2月13日から同年10月17日まで『朝日新聞』にて連載され、1992年6月に刊行された。その2か月後に中上が急逝し、本作が最後の長編作品となった。
1999年2月に集英社文庫、2011年3月に角川文庫から文庫本として刊行された。

## あらすじ
新宿歌舞伎町のトップレス・バーの踊り子・真知子は地方の資産家の息子で暴走族上がりのチンピラのカズと恋に落ちる。カズは賭博の借金を踏み倒し、新宿から真知子を連れて高飛びして故郷へ帰る。二人は所帯を持ち、カズは親戚の酒の卸問屋で仕事を始める。カズの実家からは真知子との関係は歓迎されない。元来が遊び人のカズは博打で多額の借金を背負い、高利貸しの山畑に食いものにされる。カズの死で物語は終わる。

## 映画
2011年6月4日公開。監督は廣木隆一。主演は高良健吾と鈴木杏。
キャッチコピーは「世界は二人を、愛さなかった。」。

### キャスト
- 二宮一彦（カズ） - 高良健吾
- 矢木真知子 - 鈴木杏
- 山畑万里 - 大森南朋
- 浜口政博 - 忍成修吾
- 伊藤 - 村上淳
- 二宮貴子（カズの母親） - 根岸季衣
- 二宮一幸（カズの父親） - 小林薫
- 二宮伸二（カズの叔父） - 田口トモロヲ
- 杉田千代子 - 緑魔子
- 西崎健次（ニシ） - 日向寺雅人
- 横田悟（サトル） - 蕨野友也
- 林公平（ピー） - 小林ユウキチ
- 二宮の元カノ - 蒼井そら

### スタッフ
- 監督 - 廣木隆一
- 脚本 - 奥寺佐渡子
- 撮影 - 鍋島淳裕
- 照明 - 豊見山明長
- 録音 - 深田晃
- 美術 - 丸尾知行
- 編集 - 菊池純一
- プロデューサー - 森重晃
- ガンエフェクト -　パイロテック
- ポスター撮影 - 蜷川実花
- 製作会社 - 「軽蔑」製作委員会（角川映画、ステューディオ・スリー）
- 配給 - 角川映画
- 挿入歌 - 憂歌団「胸が痛い」
- 主題歌 - グッバイマイラブ「くたばれ! 人生の先輩たち!!」

### 受賞
- 第21回 日本映画プロフェッショナル大賞（2011年）
  - 功労賞 - 緑魔子（本作の演技と長年の功績に対して）
  - ベスト10第8位
- 第26回 高崎映画祭 （2012）
  - 最優秀主演女優賞 鈴木杏
  - 最優秀主演男優賞 高良健吾
  - 最優秀監督賞 廣木隆一